# Северная Байонна
Северная Байонна (фр. Bayonne-Nord) — упразднённый французский кантон, находился в регионе Аквитания, департамент Атлантические Пиренеи. Входил в состав округа Байонна.
Код INSEE кантона — 6407. Всего в кантон Северная Байонна входили 2 коммуны, из них главной коммуной являлась Байонна.

## Население
Население кантона на 2012 год составляло 21 697 человек.
| 1962 | 1968 | 1975 | 1982 | 1990   | 1999   | 2006   | 2012   |
| ---- | ---- | ---- | ---- | ------ | ------ | ------ | ------ |
| —    | —    | —    | —    | 17 900 | 17 868 | 19 176 | 21 697 |

## Коммуны кантона
| Коммуна | Население, чел. (2012) | Почтовый индекс | Код INSEE |
| ------- | ---------------------- | --------------- | --------- |
| Байонна | 13 915                 | 64100           | 64102     |
| Буко    | 7782                   | 64340           | 64140     |